# Ергени за седмица
„Ергени за седмица“ (на английски: Hall Pass) е американска комедия от 2011 година, продуцирана и режисирана от братята Фарели, а главните роли се изпълняват от Оуен Уилсън и Джейсън Судейкис.
Филмът е пуснат по киносалоните на 25 ноември 2011 г. и получава смесени критични отзиви от 83 милиона щатски долара.

## Актьорски състав
| Актьор             | Роля                              |
| ------------------ | --------------------------------- |
| Оуен Уилсън        | Ричард „Рик“ Милс, съпруг на Маги |
| Джейсън Судейкис   | Фред Сийринг, съпруг на Грейс     |
| Джена Фишър        | Маги Милс, съпруга на Рик         |
| Кристина Апългейт  | Грейс Сийгринг, съпруга на Фред   |
| Джой Бехар         | Д-р Лусил „Луси“ Гилберт          |
| Ники Уелън         | Лий                               |
| Брус Томас         | Треньор Рик Колман                |
| Александра Дадарио | Пейдж                             |
| Алиса Милано       | Манди Бохак                       |
| Дерек Уотърс       | Брент                             |
| Кристин Кери       | Леля Мег                          |
| Тайлър Хеклин      | Джери                             |
| Стивън Мърчант     | Гари Пътни                        |
| Джи Би Смуув       | Флатс                             |
| Лари Джо Кемпбъл   | Андрю Маккормик                   |
| Ричард Дженкинс    | Коукли                            |
| Роб Моран          | Ед Лонг                           |
| Лорън Боулс        | Бритни Лонг                       |
| Дуайт Евънс        | Бащата на Маги                    |
| Бо Бърнхам         | Барман                            |
| Ванеса Ейнджъл     | Миси Франкинопоулос               |

## В България
В България филмът е пуснат по кината на 6 май 2011 г. от Александра Филмс.
През 2012 г. е издаден на DVD от A+ Филмс.
На 8 ноември 2016 г. е излъчен по Би Ти Ви с разписание вторник от 21:00 ч.